# Predjamai vár
A predjamai vár, más néven Predjama várkastély (szlovénül: Predjamski grad vagy grad Predjama, németül: Höhlenburg Lueg, olaszul: Castel Lueghi) reneszánsz kastély, amelyet egy barlang szájában építettek a mai Szlovénia délnyugati részén, Belső-Krajna történelmi régiójában. A 6 szintes építmény a világ legnagyobb barlangvára, emellett Szlovénia egyik leghíresebb látványossága. Az erődítmény Predjama falu mellett található, körülbelül 11 km-re Postojna városától és 9 km-re a szintén világhírű Postojna-barlangtól.

## Fekvése
Predmaja a fővárostól, Ljubljanától mindössze 45 kilométerre délnyugata fekszik. A várat egy nagy barlang szájában építették fel egy 123 méteres mészkő sziklafal sziklafal felénél. A sziklafal egy völgyet zár le, a Lokva-patak pedig itt bukik le a föld alá, ahol részt vesz a barlangrendszer kialakításában. A barlang (Luknja) rejtekhelyként szolgált, ahová csak egy sziklás gerincen keresztül lehet bejutni egy 60 méter mély szakadék peremén, valamint egy titkos átjárón keresztül, amely 38 méter után a hegycsúcsra vezetett.

## Története

### Korai története
Habár a barlang már az őskorban is lakott volt, a várat feltehetően csak a 12. században építtették gótikus stílusban az Aquileiai patriarkátus püspökei. Az épületet 1274-ben említik először a hivatalos források, ekkor még német nyelven, Lueggként hivatkozva rá. A régi kastély lakószárnya a jelenlegi létesítmény helyén volt. Az erőd később a Habsburgok tulajdona lett, akik a Luegg-családnak adományozták hűbérbirtokként, névadó váruk is ez lett.

### Erasmus rablólovag és a vár ostroma
A kastély leghíresebb ura Erasmus von Luegg (mai szlovén nevén Erazem). A III. Frigyes császár és Hunyadi Mátyás magyar király közötti konfliktusban Erasmus az utóbbi szolgálatába állt. Miután barátját, Andreas Baumkirchert kivégezték a császár parancsára, Erasmus felindulásból párbajra hívott ki és megölt egy császári rokont, és a halálbüntetés elől Predjama várába menekült.
A Habsburg-párti városok és kereskedők elleni sorozatos támadásai miatt a császár Erasmus ellen a trieszti kapitányt, Niklas von Rauber bárót küldte, aki a kiéheztetés stratégiáját választotta. Predjama ostroma egy évig tartott és sikertelen volt. Az ostromlottak kigúnyolták az ellenséges katonákat, húsvétkor pedig sült ökörhússal és friss cseresznyével kínálták őket, hogy elvegyék a kedvüket. Az ostromlók csodálkoztak ezen, mert nem tudták, hogy Luegg a vár mögötti titkos barlangrendszeren keresztül gondoskodott a folyamatos utánpótlásról. Végül 1484-ben, egy áruló szolga segítségével, az ostromlóknak sikerült megölni Erasmus von Lueggot. A történet szerint amikor a rablólovag az árnyékszékre tartott, a szolga ezt egy gyertyafénnyel jelezte, ekkor az ostromlók a tűzerejüket a vékony falú építményre koncentrálták, a falait kőgolyókkal leomlasztották, a kövek rázuhantak Erasmusra és megölték őt, így a várostrom 1 év és 1 nap után véget ért. A történet hitelessége azonban vitatható, sokak szerint ez csak egy legenda, amelyet a turisták számára mesélnek.

### A 16. századtól napjainkig
Az ostrom következtében az eredeti épületek nagyrészt megsemmisültek, ekkortól az Oberburg család kezébe került a vár. 1511-ben a második kastély, amelyet a Purgstall-család építtetett a 16. század elején, egy földrengés következtében elpusztult. 1567-ben II. Károly osztrák főherceg Philipp von Cobenzl bárónak adta bérbe a kastélyt, aki 20 éven keresztül bérelte tőle az épületeket. A jelenleg is látható kastély egy 1570-es reneszánsz stílusú átépítéssel jött létre, a függőleges sziklafal tövében egy újabb szárnyat húztak fel húzták fel azért, hogy a középkori épületrészek védelmét megerősítsék. Ezek után a várkastély kinézetén nem sokat változtattak, ma is ebben az állapotban tekinthető meg.
1810-ben a kastélyt gróf Michael Coronini von Cronberg örökölte meg, akitől pedig 1846-ban a Windisch-Grätz-család vásárolta meg. A család egészen a második világháború végéig birtokolta a kastélyt, amikor is az Olasz Királyságtól Jugoszláviához került, így a jugoszláv kommunisták elkobozták azt és az államosítás után múzeummá alakították át. A várkastély 1990-ben egy jelentősebb felújításon esett át. Miután Szlovénia függetlenné vált, a hősiesség és kitartás jelképének számító vár az ország egyik jelképe lett.

## Turizmus
A predjamai vár napjainkban Szlovénia leglátogatottabb vára, 2016-ban a helyszínre érkezők száma meghaladta a 200 000 főt. A múzeum egész évben üzemel, nyaranta népszerű lovagi tornákat is tartanak a vár melletti mezőn. A vár alatti járatok az ország második leghosszabb látogatható barlangrendszerét alkotják, viszont a bennük telelő jelentős denevérpopuláció miatt csak májustól szeptemberig látogathatóak mintegy 700 méteres szakaszon, és a világítás sincs kiépítve bennük. A helyszínt a sok lépcső miatt a kisgyerekeknek és a mozgáskorlátozottaknak nem ajánlják. A Postojna-barlanghoz való közelsége miatt kombinált belépőjeggyel is látogatható mindkét helyszín. Az idegenvezetés mellett audioguide is igénybe vehető 15 nyelven, köztük magyarul.
A kastélyban és a barlang egyes részein múzeum működik, amelyben korabeli fegyverek, háztartási cikkek, képek és eszközök másolatai vannak kiállítva. Több betörés után a titkos átjárót a 17. század elején befalazták, és csak a barlangkutatók nyitották meg később, ám ismét lezárták a második világháború után. Az átjáró 2000 óta ismét járható a szakemberek számára. Az Erasmus-barlang egy négyemeletes barlangrendszer harmadik emelete: az alsó emeleten a Lokva-patak halad át, a szakasz szifonokat tartalmaz, és csak a barlang felfedezői férhetnek hozzá speciális felszereléssel. A vezetett, zseblámpákkal ellátott barlangtúrán a kastély alatt a második szint járható be. A tágas barlangjárat, amelyet korábban lóistállónak használtak és elektromos fénnyel láttak el, egy jól kiépített szakaszhoz vezet. Az itteni fém lépcsőkön lehet feljutni a harmadik szintre, majd elhagyni barlangot a kastély felett.

## Galéria

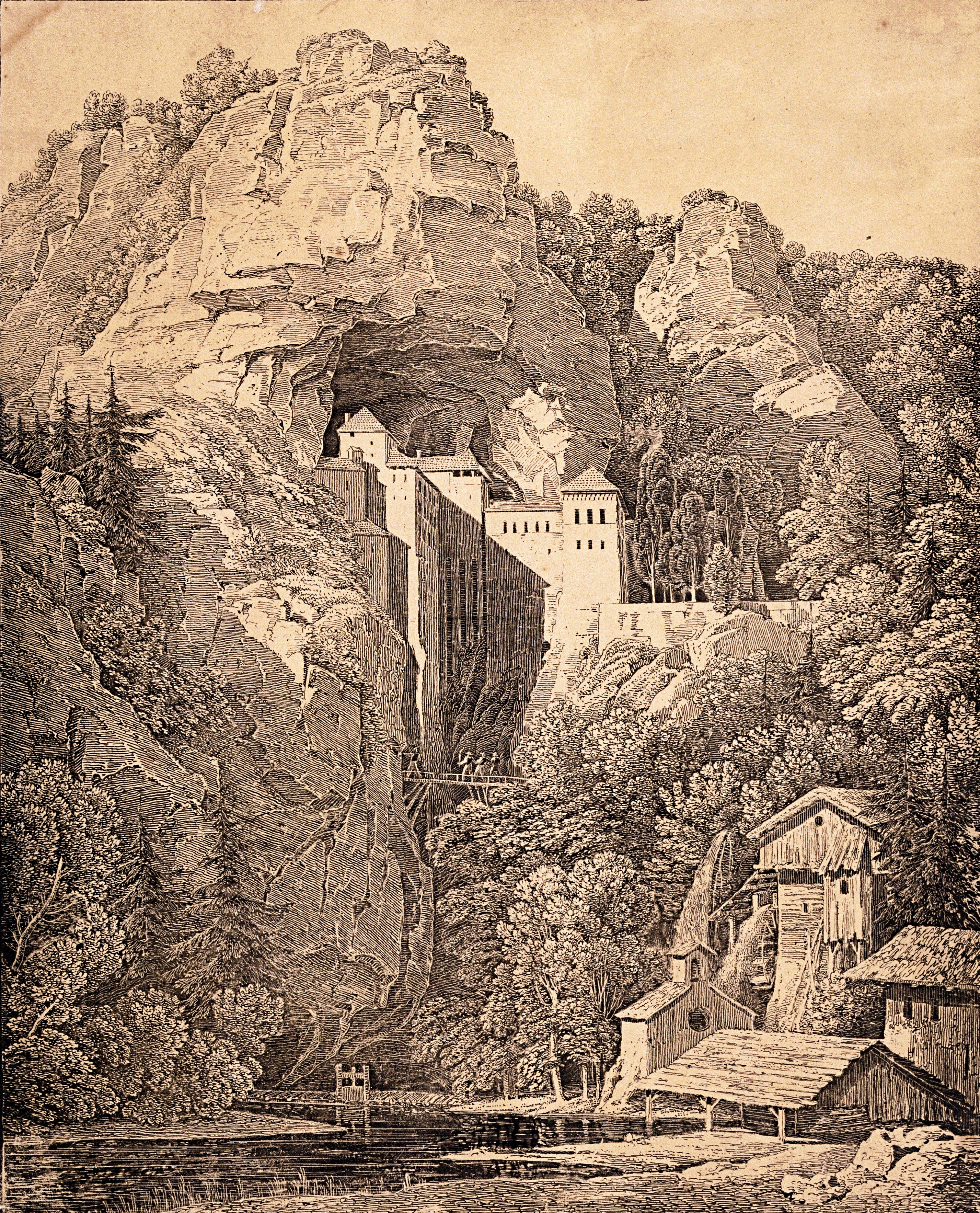
A vár Karl Friedrich Schinkel 1816-os litográfiáján
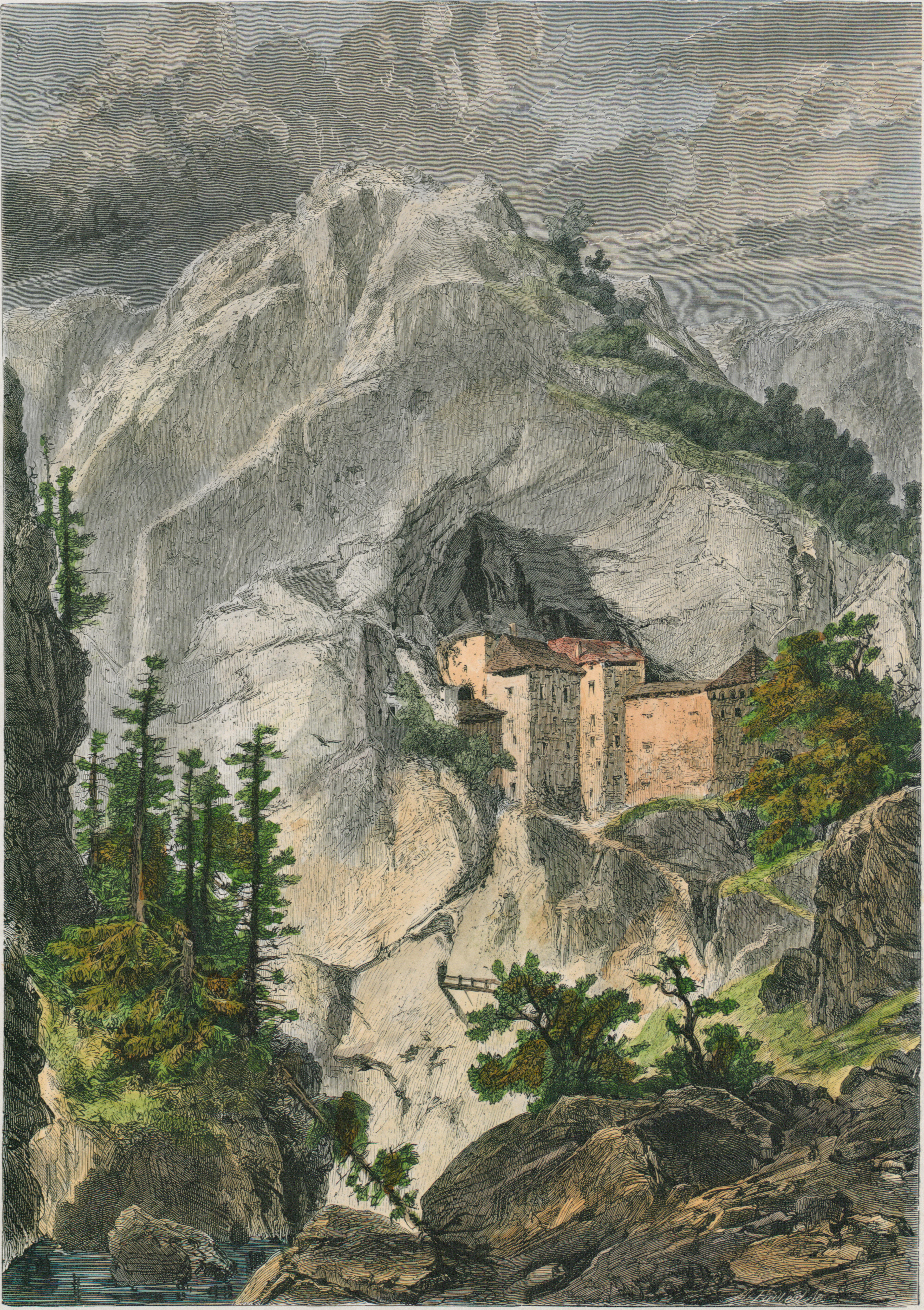
1880-ban
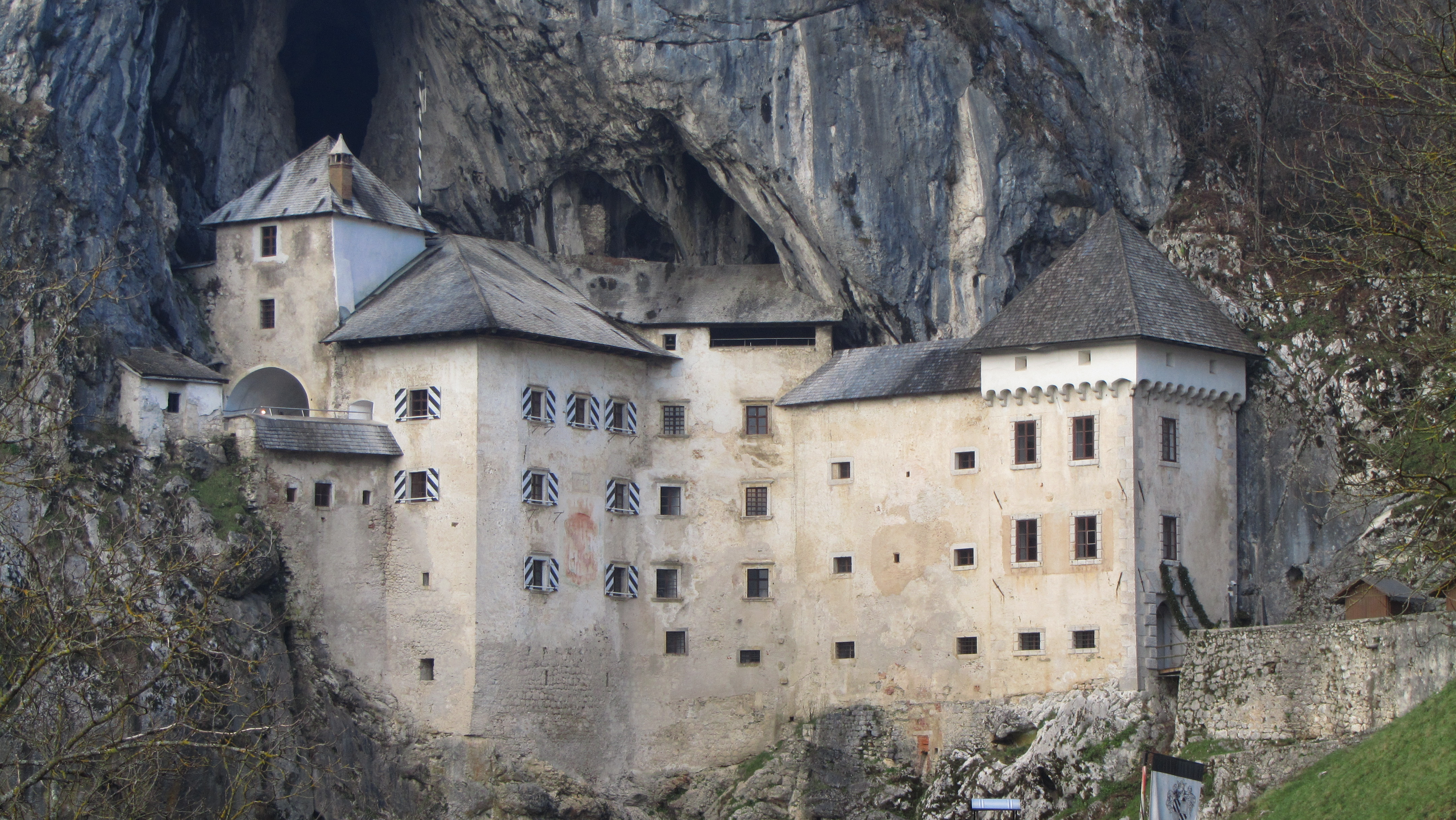
A várkastély homlokzata
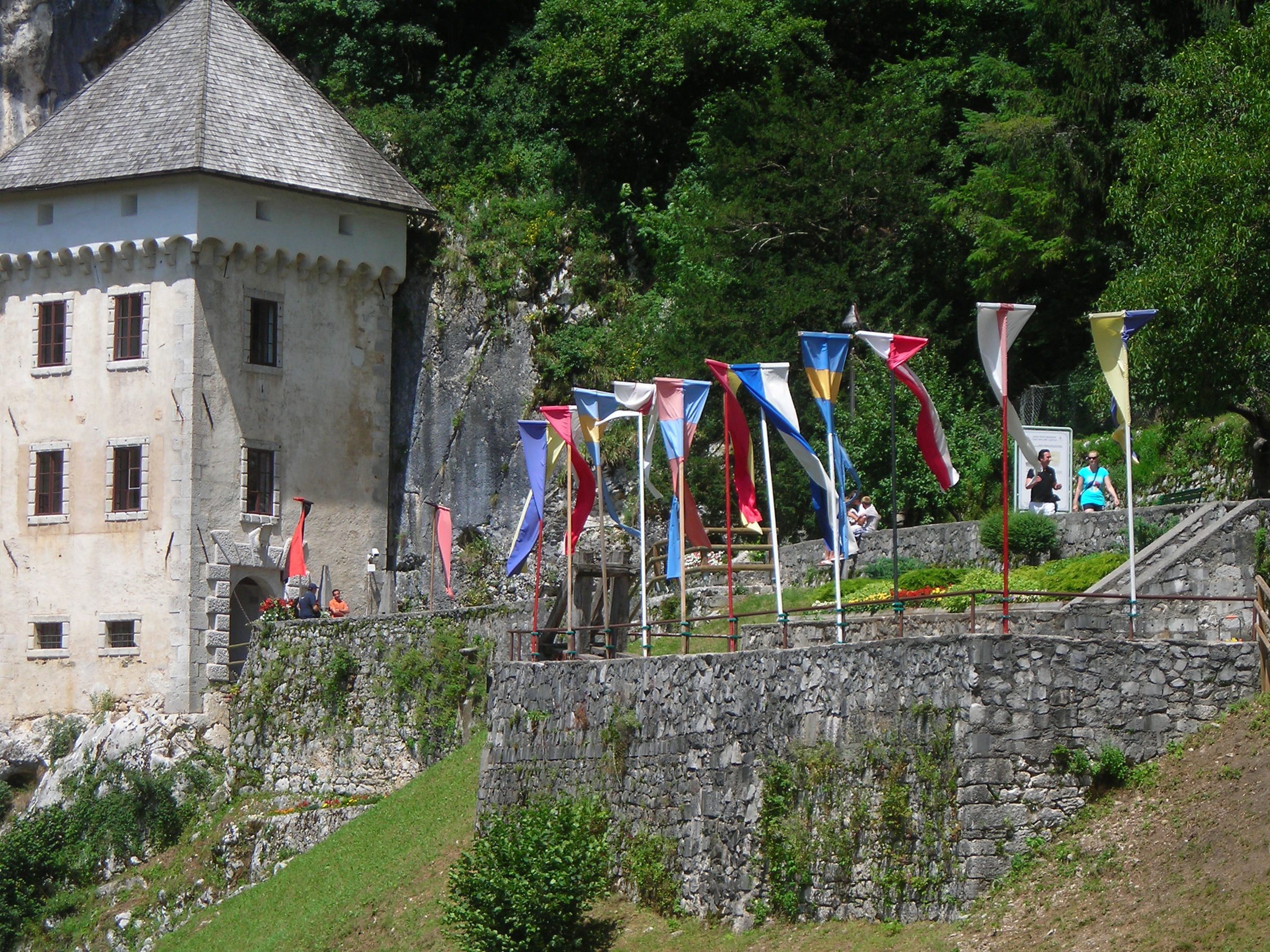
A fellobogózott bejárat
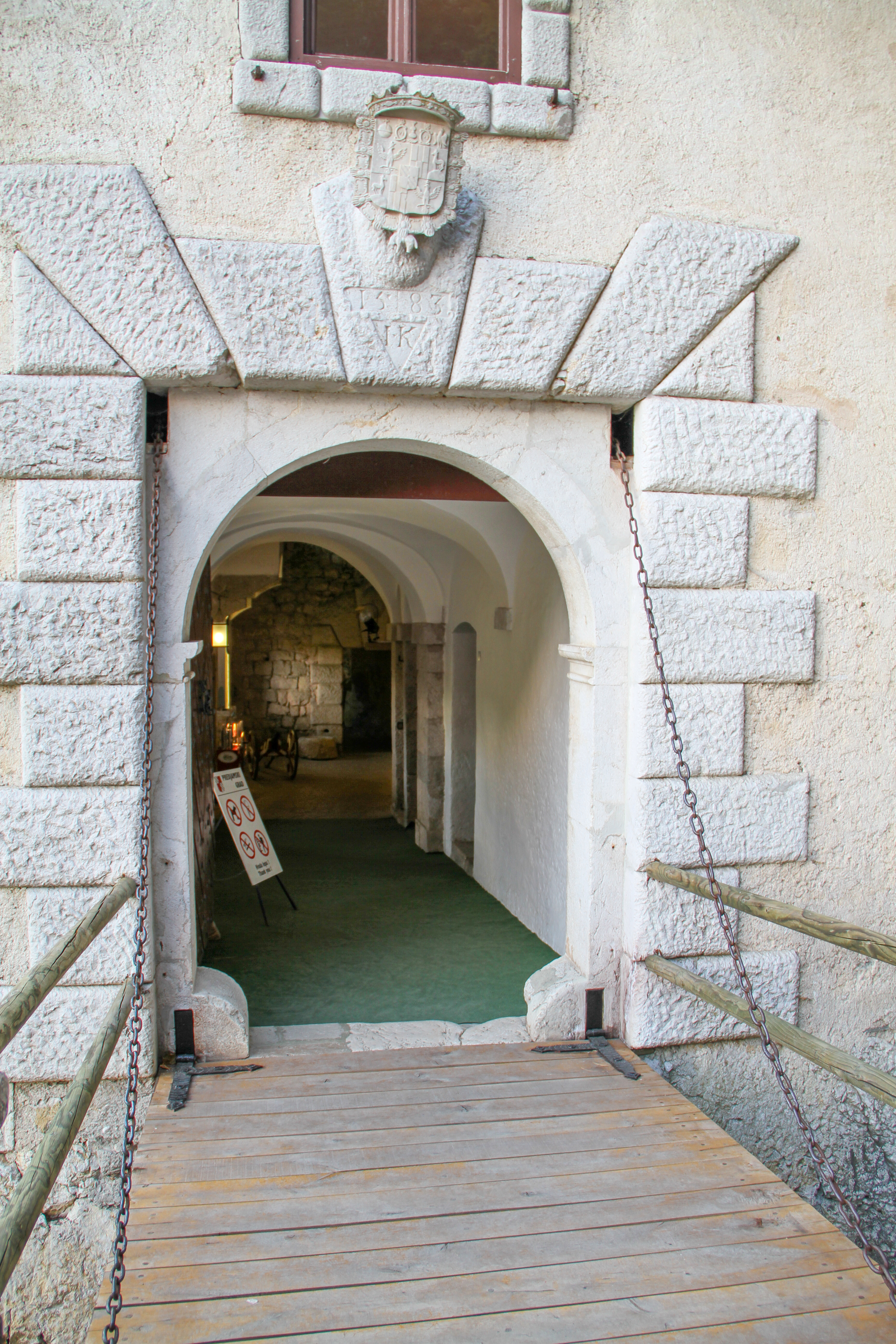
Az erődítmény felvonóhíddal védett kapuja
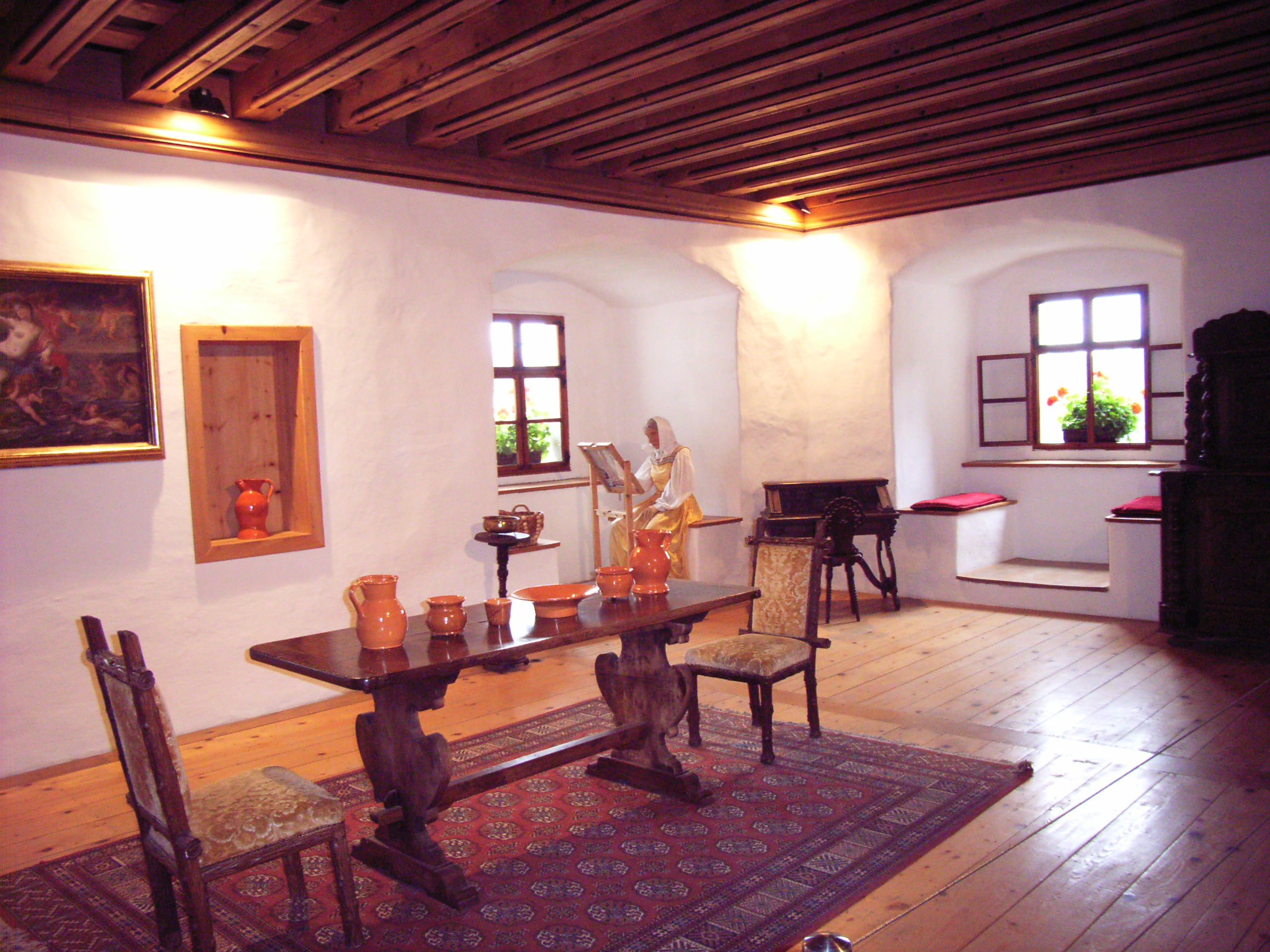
Berendezett korabeli lakószoba
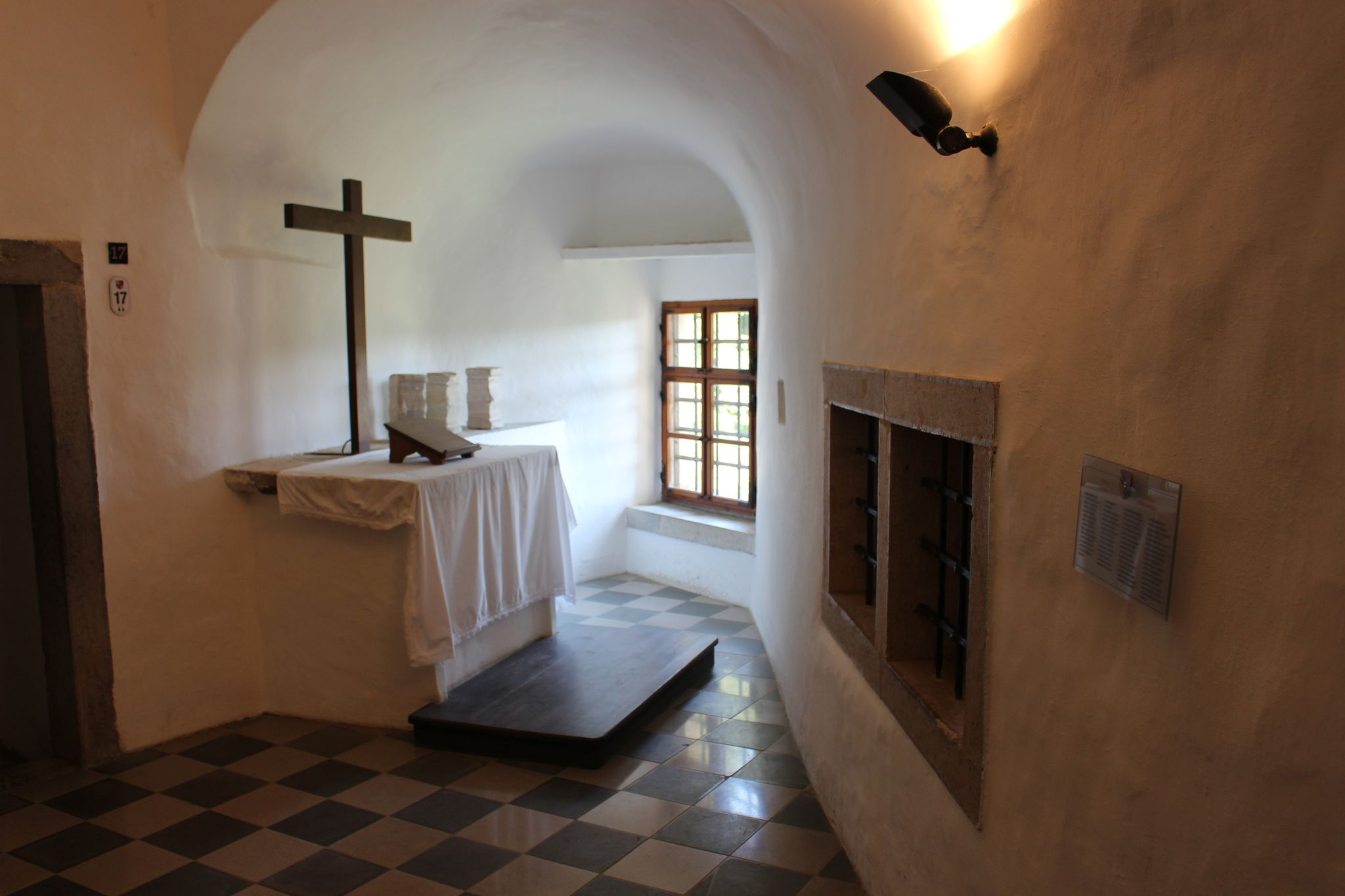
A várkápolna
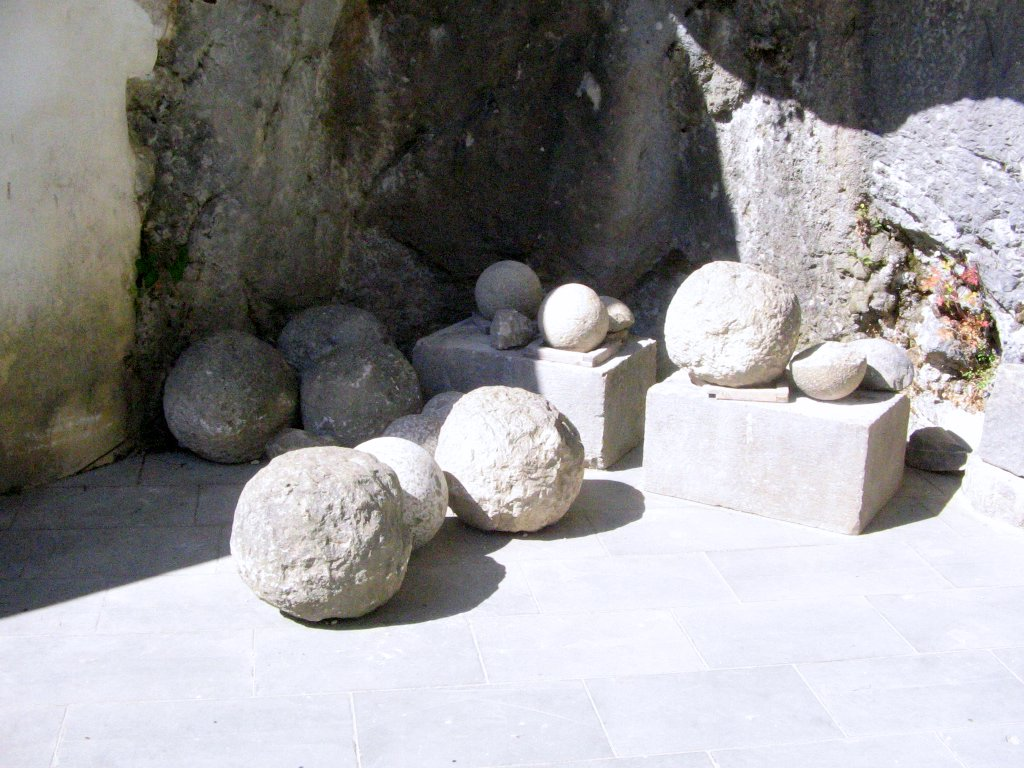
Az ostromból fennmaradt katapult- és ágyúgolyók
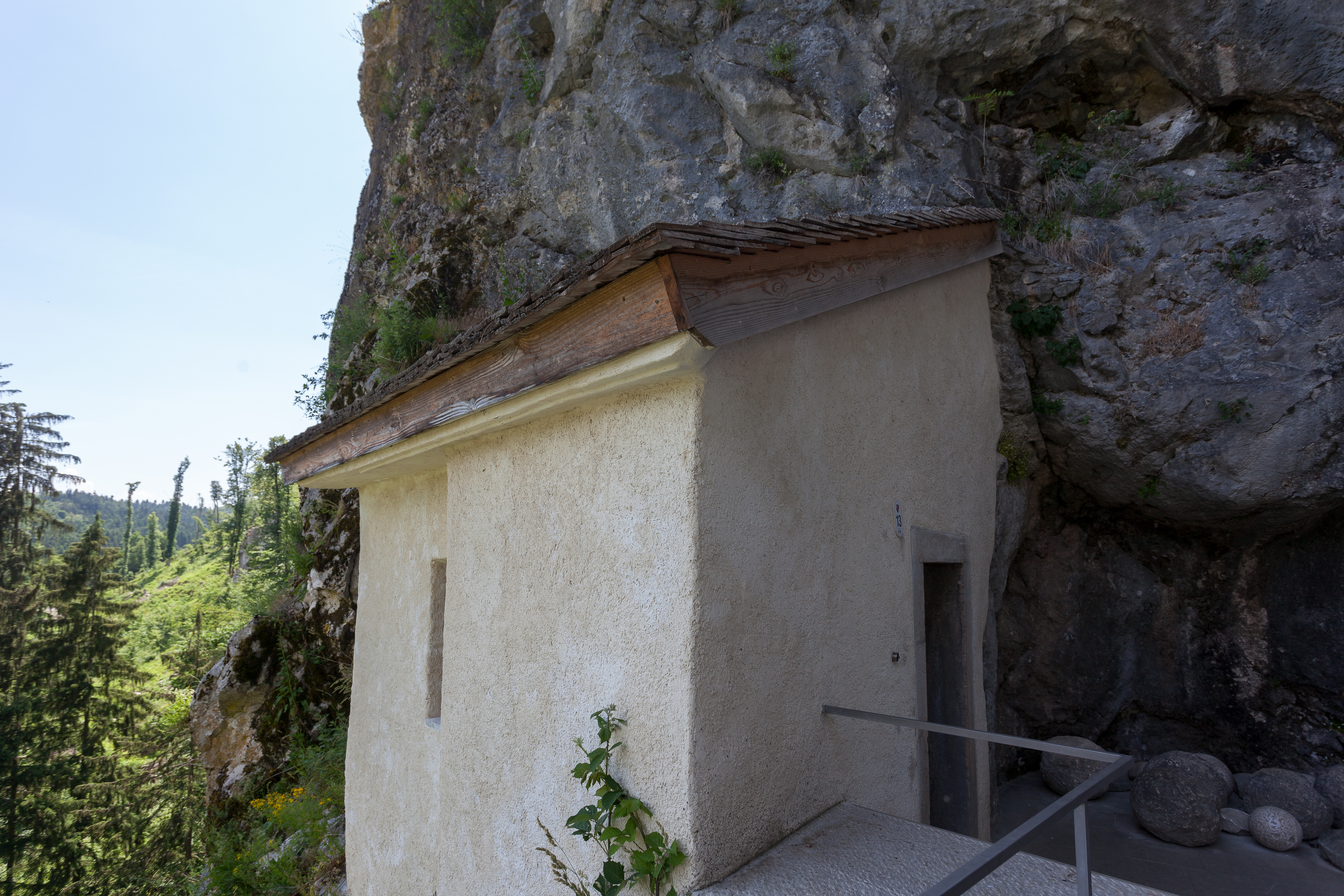
Az árnyékszék, amelynek helyén a legenda szerint Erasmus lovag meghalt
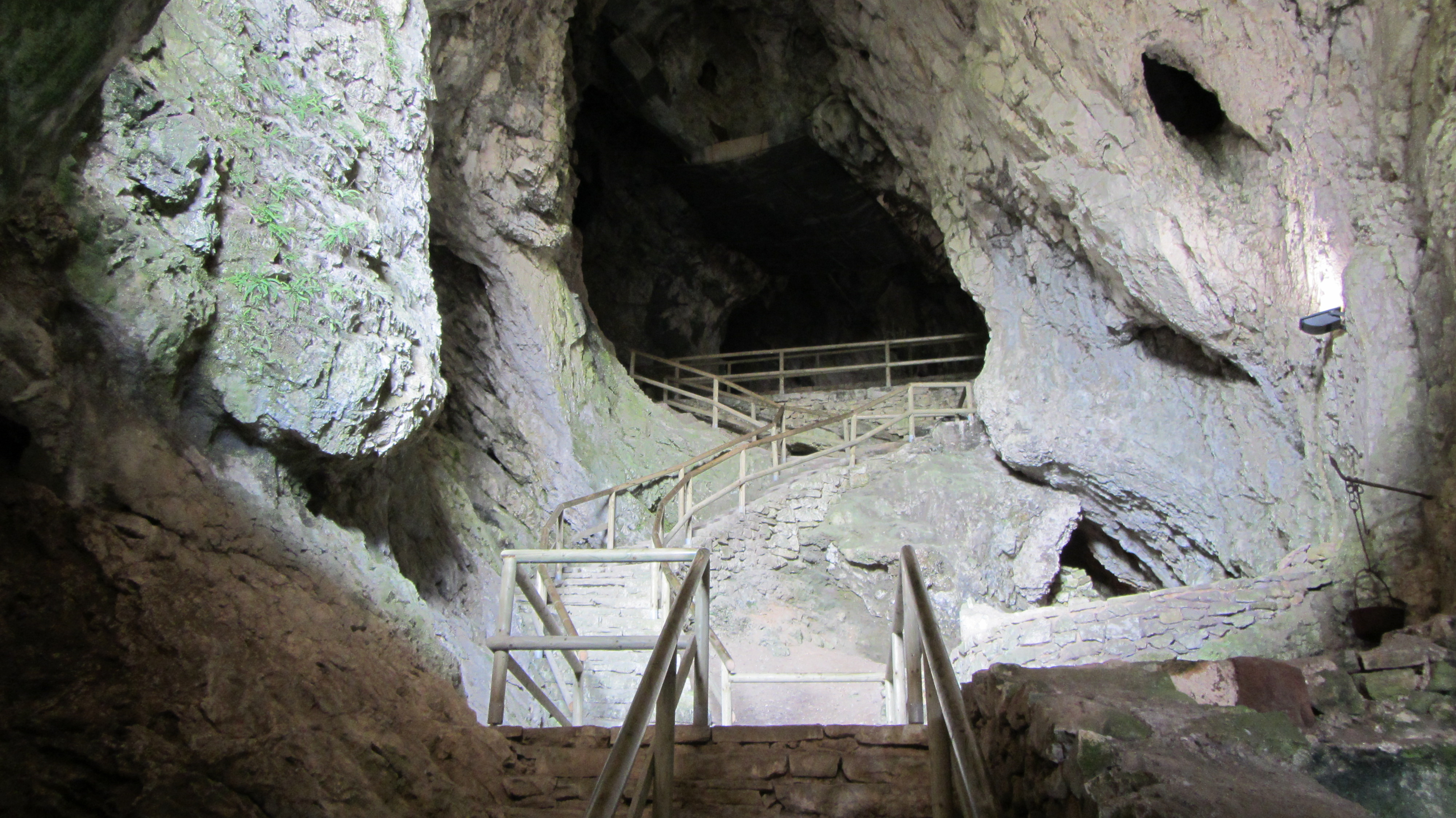
A vár mögött nyíló barlang bejárata
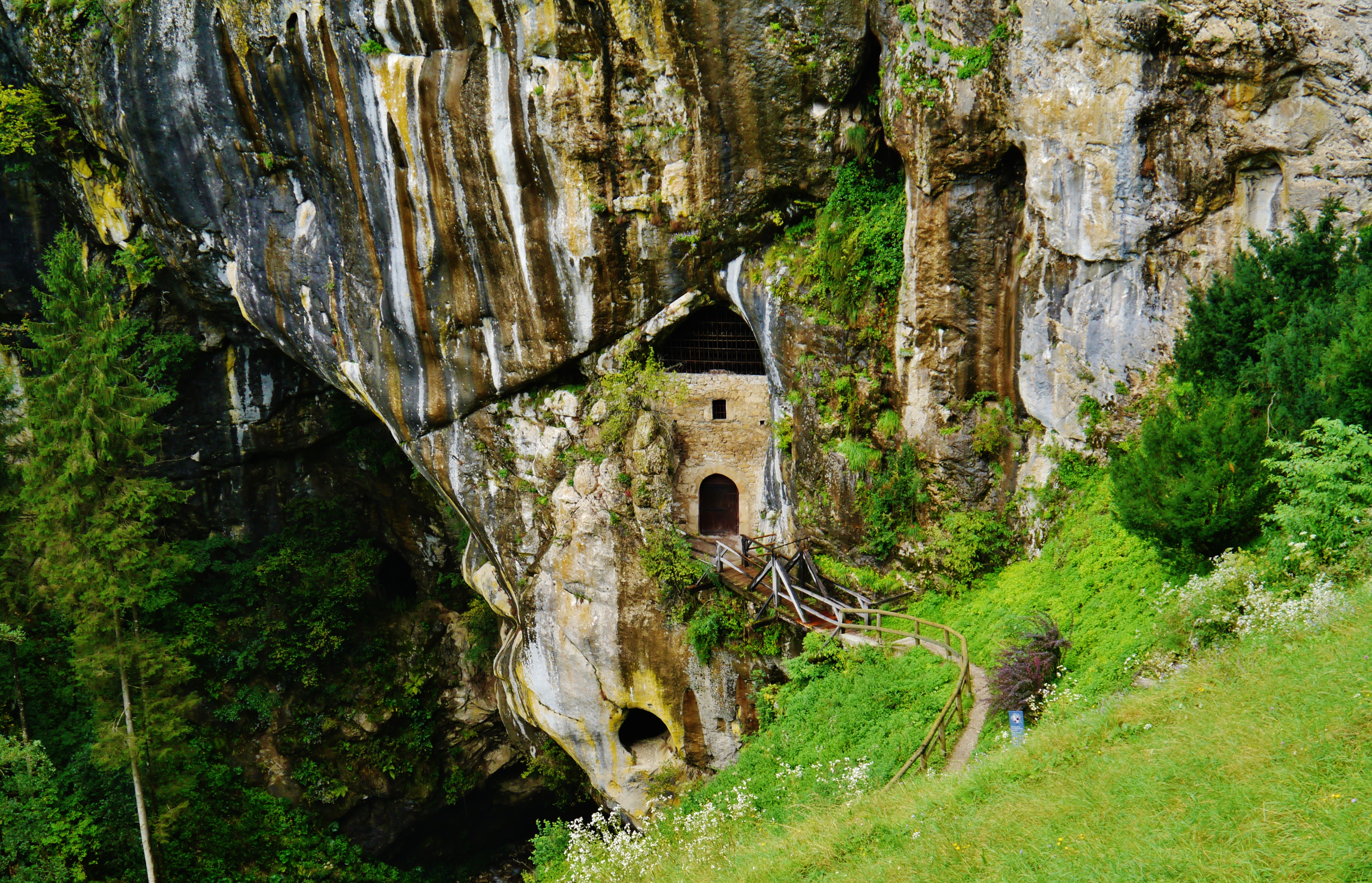
Barlangbejárat a vár alatt
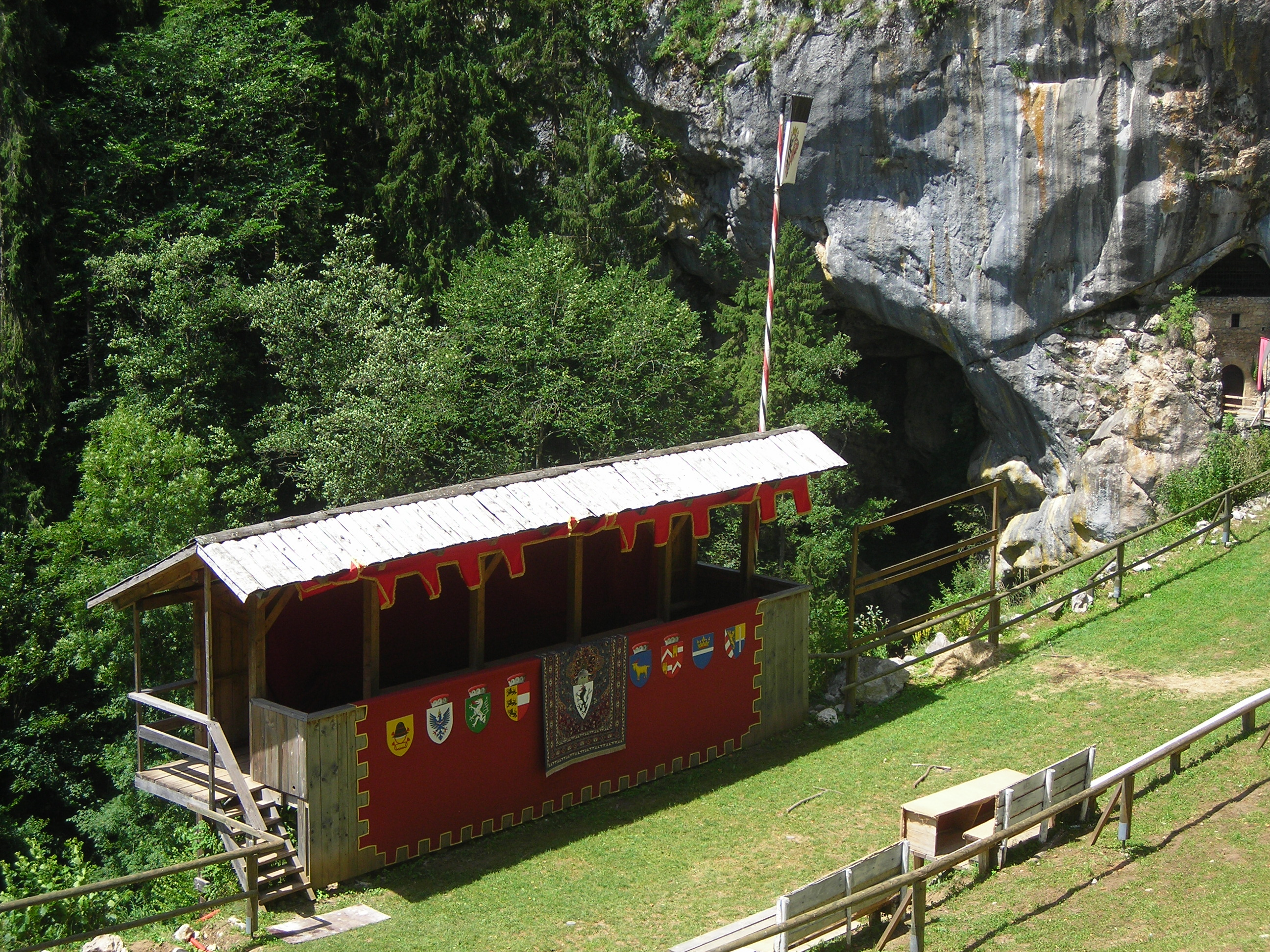
A lovagi tornák helyszíne

## Fordítás
- Ez a szócikk részben vagy egészben  a   Höhlenburg Predjama című német Wikipédia-szócikk ezen változatának fordításán alapul.  Az eredeti cikk szerkesztőit annak laptörténete sorolja fel. Ez a jelzés csupán a megfogalmazás eredetét és a szerzői jogokat jelzi, nem szolgál a cikkben szereplő információk forrásmegjelöléseként.